# Wilson Brown (amiral)
Wilson Brown, Jr. (27 avril 1882 - 2 janvier 1957) est un vice-amiral de la marine américaine qui a servi pendant la Première et la Seconde Guerre mondiale.
Brown a eu 60 ans en avril 1942, faisant de lui l'un des plus anciens officiers de marine américains à avoir servi au combat pendant la Seconde Guerre mondiale.